# ウイングス (テレビドラマ)
『ウィングス』（Wings）は、1990年4月19日から1997年5月14日までNBCで放映された米国のシチュエーション・コメディ。主役は、ティモシー・デイリーとスティーヴン・ウェバー。この2人がジョーとブライアンのハケット兄弟を演じる。ナンタケット島にある小さな空港、架空のトム・ネヴァーズ・フィールドを舞台とし、ここでハケット兄弟がサンドパイパー航空を経営する。外観は実在するナンタケット記念空港が使用された。内部のシーンは、もちろん、屋内スタジオで撮影された。
その他の主な出演者は、クリスタル・バーナード、デヴィッド・シュラム、レベッカ・シャール、トーマス・ヘイデン・チャーチ、トニー・シャルーブ。ファラ・フォークは、後から2シーズンの間出演者として加わった。フォークが去った後は、エイミー・ヤスベックが残りの期間の出演者となった。トーマス・ヘイデン・チャーチは、FOXのシチュエーション・コメディ『ネッドとステイシー』（Ned and Stacey）に出演するため、最終的に1995年春に舞台を去った。
『ウィングス』の企画、制作者は、デヴィッド・エンジェル、ピーター・ケイシー、デヴィッド・リーで、彼らは『チアーズ』（Cheers）と『フレイジャー』（Frasier）のプロデューサー兼脚本家でもある。『チアーズ』の登場人物は、時折『ウィングス』にゲスト出演した。
この番組は、「飛行場の『チアーズ』」か「飛行場の『タクシー』（Taxi）」と嘲られたが、熱心なファンを獲得し、放送中はずっとコンスタントに視聴率を稼いだ。USAネットワークとニック・アット・ナイトで繰り返し再放送されたため、多くの視聴者が番組を再発見し、脚本の質と登場人物の味付けを賞賛している。

## 主な登場人物
ジョー・ハケット（Joe Hackett）神経質な潔癖症のパイロットで、ナンタケット島で"サンドパイパー・エアー"というチャーター便の航空会社を経営している。子供の頃パイロットになることを夢見ていた。母が失踪し、父の気が狂った後、事実上の家族の長となった。当初は婚約者のキャロルをチケット・カウンターに立たせサンドパイパー・エアーを始めるつもりだったが、弟のブライアンが婚約者と駆け落ちし、兄弟の不和を招いた。ハケット家は、ジョーとブライアンが子供の頃、ナンタケットに移り住んだ。ティモシー・デイリーが演じる。
ブライアン・ハケット（Brian Hackett）ハケット兄弟の能天気な片割。無責任で、兄のジョーをよく驚かせる。:  プリンストン大学に労せずして入学し、中退。NASAで宇宙飛行士の訓練プログラムに合格し、すぐ追い出される。無責任な性格のため、他のチャンスも失った。サウスカロライナ州のマスティクに引っ越し、兄ジョーの婚約者キャロルと駆け落ちした後、そこでチャーター便会社を営んだ。このため（上述のとおり）兄弟は不仲となった。キャロルと別れ、ナンタケットに戻り、結局、ジョーを説得し、彼の家に住むことだけでなく、サンドパイパー・エアーで仕事をする許しを得た。ブライアンは、シリーズを通して恥知らずの女たらしだったが、2度真摯な関係を築いた。最初はヘリコプターのパイロットアレックス・ランバート（Alex Lambert）、2度目はヘレンの姉のケイシー・チャペル=ダヴェンポート。スティーヴン・ウェバーが演じる。
ヘレン・チャペル・ハケット（Helen Chappel Hackett）小柄なブロンドの女性で、ほとんどナンタケットで暮らしてきたにもかかわらず、テキサスなまりで話す。（彼女の母親には南部なまりがないという事実とも合わない。彼女の姉のケイシーにもなまりはない。かつてケイシーも南部なまりがあったが、おそらくは時間をかけて、消したと触れられた。）ヘレンは大きな交響楽団でチェロを演奏することを夢見ているが、空港のターミナルで軽食スタンドを営み、最終話まで音楽のキャリアを実現することができない。時折、子供にチェロを教えてお金を稼ぐ。彼女の音楽に関して、演奏すると常に不運がつきまとうという冗談が繰り返された。この不運の例としては、受け入れるグループが一つしかなかったため、彼女が、神経質な人の弦楽四重奏団に入らなければならなかったり、州の交響楽団に入団したとき、結局ただ州議会が財政的支援を削減したということを知らされるだけに終わったりなど。その他にも、ある交響楽団が彼女のチェロの演奏が録音されたカセットを聞いて高く評価したが、ラベルをなくし、ヘレンに連絡が取れなかったこともあった。ヘレンはまた常に過食症と戦っており、そのため若い頃は肥満児であることに伴う自尊心の問題と病的な肥満を抱えていた。ブライアンがキャロルと駆け落ちした後しばらくして減量に成功したが、依然彼女の人生に悪影響を与えており、自己像を損なっている。彼女はハケット兄弟の一生の友達であり、若い頃からジョーと結婚することを夢見ている。彼女はアントニオが国外退去処分になるのを防ぐため、短期間彼と結婚したが、彼と離婚し、シーズン6の最後にジョーとついに結婚した。クリスタル・バーナードが演じる。
フェイ・エヴリン・シュローブ・ダンブリー・ディヴェイ・コクラン（Fay Evelyn Schlob Dumbly DeVay Cochran）ブライアンを除く、ジョーのただ一人の従業員。元キャビン・アテンダント。サンドパイパー・エアーでチケット・カウンター、手荷物受取所、便のアナウンスを担当する。フェイは、3人の夫と死に別れている（全員、ファースト・ネームはジョージで、ジョージという名の男と結婚すると起こる呪いだと彼女は言った）。ほとんどの場合は親切で優しい(少し変わっているが)女性で、彼女の子供として若いメンバーに気を配っている。例外があるとすればロイ・ビギンズで、いつも卑劣な行動をとるため、彼に対してはあまり寛容ではない。ジョーが給料の引き上げを拒んだときにフェイが辞めると脅すという話のときは、すぐその後で、ジョーとブライアンにボンバー・ジャケットをプレゼントした。レベッカ・シャールが演じる。
ロイ・ビギンズ（Roy Biggins）ナンタケットのもう一つの航空会社で、儲かるチャーター便ビジネスに参入することができなかったにもかかわらずサンドパイパーより大きなエアロマスのオーナー。ほとんどの場合、負けず嫌いで傲慢で不愉快な性格で、しばしばジョーを三流の運営をしているとけなし、ジョーの経営技術を馬鹿にし、ジョーは自分より完全に劣っているといつもほのめかす。にもかかわらず、明らかに競争相手としてのジョーの存在に脅威を感じ、サンドパイパーを買収したり、商売から締め出そうと何度も企てる。ロイは、シルヴィアという名前の女性とかつて結婚していた。何年間も彼は彼女が亡くなったと主張してきたが、後に実際は彼女が彼に愛想を尽かし、現在はボストンに住み、金持ちの整形外科医と結婚していることが明かされる。シルヴィアは、コンセッタ・トメイが演じた。二人にはR.J. (ロイ・ジュニア)という同性愛者の一人息子がいる。ロイは不正を行うという悪評も得ている。例えば、ヘレンに大量の食事を注文したばかりの客を無理やり飛行機に乗せて、その客が残した食事と代金を両方とも、すぐに盗んだ。また、「亡くなった妻」のため等と偽のチャリティーをでっちあげ、受け取ったお金をフライ・フィッシングの旅行やプレイボーイ・チャンネルの視聴料に使おうとした。いつも計算高く、傲慢ではあるが、ロイにはユーモアのセンスがある。誕生日が1948年2月29日であるので、実年齢の4分の1であるかのように、4年に1度しか誕生日を祝わない。紫のシボレー・エル・カミーノを運転している。デヴィッド・シュラムが演じる。
アントニオ・スカーパチ（Antonio Scarpacci）（シーズン 3-8） イタリア移民で空港への送迎タクシー運転手。温厚で、慇懃で、あきれるほどロマンチストである。ナンタケットに戻ってきたヘレンの姉ケイシーに夢中になったが、彼の気持ちは報いられなかった。元々ウエイターで、シーズン2ではウエイター役でゲスト出演した。シーズン3からレギュラー・メンバーとなった（そのときまでに転職した）。トニー・シャルーブが演じる。
ローウェル・マザー（Lowell Mather）（シーズン1-6） 空港で働くかなり頭の悪い整備士兼雑用係で、修理が必要なときは誰でも頼める。バニーという名前の女性と結婚し、子供をもうけたが、バニーが多くの男と浮気をしていたことが発覚し離婚した。ブライアンが彼が住んでいたボートを沈めた後、しばらくの間ジョーとブライアンと一緒暮らしていた。そのときに、ローウェルは驚くほど料理の才能がありフランス語が流暢であることが明らかになる。しかし、約1年後、ハケット兄弟は彼の奇行に耐えられなくなり、自分の場所を見つけるようにと彼を追い出した。ローウェルは有能な整備士であり、アントニオが銃を突きつけられて捕らえられたとき、人質交渉と救出計画を立てたことから、軍隊経験を有している可能性もある。 最終的には、ローウェルは殺し屋による殺人事件を目撃した後、ナンタケットを離れ、証人保護プログラムに入ることを余儀なくされる。トーマス・ヘイデン・チャーチが演じる。
アレックス・ランバート（Alex Lambert）（シーズン4～5） ヘリコプター・ツアーの会社を始めようとナンタケットにきたヘリコプターパイロット。最初は、ハケット兄弟の恋心をそっけなくはねつけていたが、結局、ブライアンの快活な魅力に恋に落ちる。ブライアンと短期間同居したが、ブライアンが旧友とニューヨークで自由奔放な一夜を過ごした後、アパートから彼を追い出し、これを最後にナンタケットを去る。1シーズンの後、破局の苦い思い出を乗り越え戻ってくる。二人は束の間元の鞘に収まるが、結局、二人は別々の道を進むのが最も良いと決心する。ファラ・フォークが演じる。
ケイシー・（ダヴェンポート）・チャペル(Casey (Davenport) Chappel)（シーズン6-8） ヘレンの姉。夫のステュアートに捨てられてナンタケットに戻ってくるが、自分の上流階級の趣味と感覚を小さな島での労働者階級の暮らしに合わせるのに苦労する（これは妹のヘレンと一緒に島で育ったという事実と矛盾する。彼女はしばしば、ナンタケットでの生活にまったく慣れていないかのように振舞う）。アントニオはケイシーに激しい恋心を燃やすが、彼女はほとんど気付かない。ブライアンとお互いに狙いを付け合ってシーズンのほとんどを費やし、ジョーとヘレンの結婚式の前夜に結ばれる。それからはお互いに離れがたくなり、激しい情事を重ねる。ジョーとヘレンの新婚旅行中に、ケイシーのブラが暖炉の前に落ち、ヘレンの家が焼け落ちることになる。この後ブライアンとの関係は冷めるが、友情は保たれ、さらなるロマンスの可能性が時折暗示される。エイミー・ヤスベックが演じる。
バッド・ブロンスキー（Budd Bronski）（シーズン7） ローウェルの後任として雇われた元軍人。極端に興奮しやすく精神的に不安定で、彼が修理した航空機が結局墜落したという過去の出来事にいささか悩まされている。軍は公式に彼には責任がないとしたが、ブライアンが忘れるよう納得させるまで、自分自身を責め続けた。シーズン7の早い時期に登場した後、そのシーズンの終わり頃に登場しなくなり、二度と触れられなくなった。視聴者の一部は、脚本家が台本のいくつかにローウェルを既に書いていたため作られた登場人物であり、番組を書き直すための手っ取り早い解決策としてバッドを登場させたのではないかと考えている。ブライアン・ヘイリーが演じる。

## 複数回登場する人物
バニー・マザー（Bunny Mather）シリーズの始めはローウェルの妻であったが、ローウェルに浮気がばれ、別居の後、結局離婚する。男好きが笑いの主なネタである。出会う男ほとんど全員といちゃつき、そのうちの多くと結局関係を持つ。離婚の回のエピソードが示すように離婚でさえバニーを遠ざけることはできず、離婚の当夜もローウェルとバニーは一緒に寝る。ローラ・イネスが演じる。
カールトン・ブランチャードかん高い鼻声の老人で、見た目は柔和だがその実要求が多く、知っている人は彼が近づいてくるとぞっとする。ウィリアム・ヒッキーが演じる。
ルイス・ブランチャード（Lewis Blanchard）同じくらいいらいらさせられるカールトンの甥。非常に無礼で癇に障る人間で、遺産を相続するため、カールトンが死ねば良いという願いをほとんど隠そうとしない。ケイシーに一目ぼれしたようだが、下劣な発言で、完全に彼女に嫌われる。ギルバート・ゴッドフリード(Gilbert Gottfried)が演じる。
デーヴィス・リンチ(Davis Lynch)サンドパイパー航空に投資するためにジョーがナンタケット島に運んできたビジネスマン。ジョーの申し出を断った（そして、結局ロイの航空会社に投資した）が、ヘレンと付き合うようになり、最後に彼女にプロポーズする。ヘレンはプロポーズを受け入れるが、ジョーのために別れることになる。話が終わりに近づくにつれ、ヘレンは婚約を解消した訳ではなかったことを打ち明ける。彼女は、彼が会社への大きな投資を守るためにクーデター直後のミャンマー周辺で消息を絶ったことを突き止める。その後、彼は軍事政府による軟禁下に置かれる。デーヴィスはヘレンとの婚約解消のためにやってきて、彼を解放するために命を危険にさらした国務省に勤める女性と恋に落ちたことを打ち明ける。マーク・ハレリックが演じる。
サンディ・クーパー（Sandy Cooper）ジョー、ブライアン、ヘレンの高校来の友人。ジョーに非常識で異常な愛情を抱いているが、ジョーと二人きりの時以外は完全に普通に振舞うため、ジョーはこのことを他の誰にも信じてもらえない。様々な場面に現れ、彼が一人で居る時に彼女の「ジョーとの人生」を入念に計画する。例えば、再現された高校の卒業記念ダンスパーティー、結婚式、最初の赤ちゃんなど。ヴァレリー・マハフェイが演じる。
ロイ・ビギンズ・ジュニア（またの名をRJ、Roy Biggins, Jr., R.J.）ロイの自慢の一人息子。ロイはRJにフットボールなど「男がやること」のやり方を訓練した。最初に登場したのは、ヘレンから課外活動でチェロのレッスンを受けている高校生のときである。RJはみんなに自分が同性愛者であることを打ち明ける。ロイはこの知らせに失望し、RJが勝てば同性愛者でも構わないがロイが勝てばRJは同性愛者を止めるという条件で、1対1のバスケットボールのゲームを挑む。RJは、長期間ロイと疎遠になり、物語のかなり後になってから戻ってくる。ロースクールを卒業し、マサチューセッツ州の司法試験を受けようとする。ロイはRJとその才能を誇りにしているが、それは同性愛の話題が出ない場合に限られる。アブラハム・ベンルビが演じる。
ケニー・マッケルヴィー（Kenny McElvey）高血圧のためジョーが飛行禁止になったシーズン2の話でサンドパイパーの副操縦士になる18歳。若くて相対的に未熟であることがこの登場人物の面白さのポイントであるのだが、ジョーの交代要員としては（あまり多くはなかった）応募者の中で最も適任だった。ジョーがシーズン3で操縦を再開したとき、ケニーは説明なく物語から姿を消し、2度と話が出ることもなかった。ジョーが安月給しか出さないので、収入を補うためにファーストフードの売店でもケニーが働いているという話があったので、そこでフルタイムで働き始めた、あるいは、もっと経験豊かなパイロットになるため、大学に入学したのかもしれない。マイケル・マナセリが演じる。
ミスター・ハケット（Mr. Hackett）妻が、すなわちハケット兄弟の母が家族を見捨てたときにショックを受けたジョーとブライアンの亡父。精神病院に収容され、シリーズが始まる前に亡くなっていた。ユーモアのセンスがあり、シリーズの始まりは、ブライアンとジョーが一緒に読むことを求める彼の遺言についてであった。その遺言は、6年間疎遠になっていた兄弟の仲直りを求めていた。二人に鍵を残し、それで鍵のかかった箱を開けるとまた鍵が入っており、次の箱を開けると次の鍵が入っており、このためジョーとブライアンはボストンに行き、ナンタケット空港に戻ってくる。そこでようやく二人が子供のときの1枚の写真とばね仕掛けの蛇が一杯詰まったスーツケースを見つける。この写真はいつも兄弟との関係を大切にすべきであると彼らに促す。シリーズが終わる頃になってから、ブライアンとケイシーがジョーの家を焼失させた後、ジョーは、ブライアンの一連の無責任な行動にうんざりし、サンドパイパーを首にし、2度と話しかけるなと命じた。父の幽霊が現れ、ブライアンと仲直りするようリバース・サイコロジーを使ってジョーを説得する。ドン・マーレーが演じる。

## DVD リリース
ウイングスのシーズン1と2は、2006年5月23日、4枚組で発売された。シーズン3は2006年10月24日に発売された。シーズン4は2007年5月15日発売予定。
シーズン・リリース
| DVD名          | 発売日         | 収録話数 | 追加情報 |
| -------------- | -------------- | -------- | -------- |
| シーズン 1 & 2 | 2006年5月23日  | 28       | 特典なし |
| シーズン 3     | 2006年10月24日 | 22       | 特典なし |
| シーズン 4     | 2007年5月15日  | 22       | 特典なし |

## 音楽
テーマ曲は、シューベルトの作品、ピアノ・ソナタ第20番イ長調 D.959 第4楽章 ロンド、アレグレットの短いバージョンである。テーマ曲の作曲者としてすべての回でシューベルトの名前が表示された。
最初の2シーズン半の間流されたオープニングのテーマ曲は、とても単純なピアノと弦楽器の編曲だった。最後の字幕の時にはジャズ風バージョンが流された。コールドオープンの手法を採り始めた1992年1月から、ゆっくりとしたテーマ曲となったが、1997年の最終シリーズでは元に戻された。

## 備考
- いくつかのエピソードは『チアーズ』とタイアップしている。ケルシー・グラマー、ビビ・ニューワース、ジョージ・ウェント、ジョン・ランツェンバーガー、カースティ・アレイは全員『ウイングス』に登場し、『チアーズ』の登場人物の役を演じた。